# Королівка (Товстенська селищна громада)

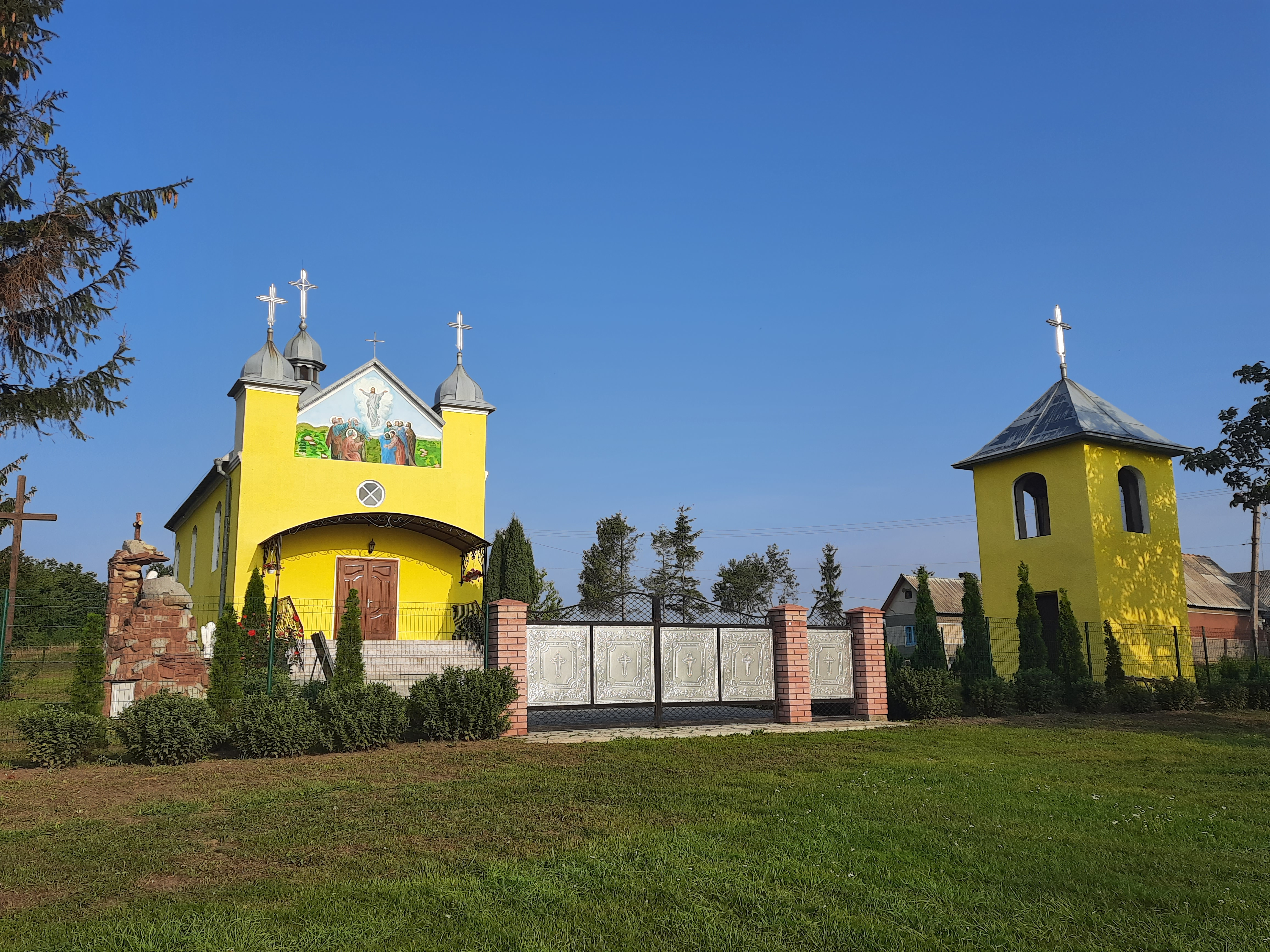
Церква Вознесіння Христового

Королі́вка — село в Україні, у Товстенській селищній громаді Чортківського району Тернопільської області. Розташоване на річці Тупа, в центрі району. До 2017 було підпорядковане Головчинській сільраді.

## Історія
Перша писемна згадка — 1820 як Каролівка, проживала 41 особа.
Наприкінці XIX століття збудований млин, розвивалось тваринництво і садівництво. У 1907 році в селі діяла філія товариства «Просвіта», а у 1930-их роках збудований клуб і однокласна школа. У 1934—1939 роках Королівка належала до гміни села Тлусте (нині смт Товсте).
Наприкінці 1949 року Королівку оточили війська МГБ і мешканцям села було «запропоновано» переселитися до Запорізької області, зокрема, Василівський район, багато хто з королівчан і досі там живе. У 1953 році до 20-ти родин повернулись у рідне село. Вони наражалися на спротив місцевої влади, бо землі та майно вже були колгоспними, на колишніх обійстях їм забороняли будуватися, то вони копали землянки, пізніше — будинки і, не зважаючи на спротив, розвивали господарства. Багато будинків було зруйновано, люди пересилялись в сусідні села. Велика частина земель належала сім'ї Пантелеймона Березовського, де на полях працювали селяни, доки Радянська влада не забрала ці землі в колгосп. Після чого вони змушені були покинути маєток.
У 1960-х рр. село повністю відродилося.
12 червня 2020 року, відповідно до розпорядження Кабінету Міністрів України № 724-р «Про визначення адміністративних центрів та затвердження територій територіальних громад Тернопільської області» увійшло до складу Товстенської селищної громади.
19 липня 2020 року, в результаті адміністративно-територіальної реформи та ліквідації Заліщицького району, увійшло до складу новоутвореного Чортківського району.

## Релігія
- церква Вознесіння Господнього (1996, мурована, УГКЦ).

## Населення
У 2001 році в селі мешкало 92 особи.

### Мова
Розподіл населення за рідною мовою за даними перепису 2001 року:
| Мова       | Кількість | Відсоток |
| ---------- | --------- | -------- |
| українська | 92        | 100%     |

### Народились
- лікар і науковець Михайло Гнидюк.
- районовий провідник ОУН Василь Петрас (псевдо “Степан”; 1914 р. н.);
- в 1941 р. проживав і вчителював громадський діяч, журналіст у Канаді Василь Верига (1922–2008).